# Spisak epizoda serije Pokemon/Johto putovanja
Ovo je spisak epizoda treće sezone animirane serije Pokemon, zvane Pokemon: Johto putovanja (engl. Pokémon: The Johto Journeys). Uvodna špica u japanskom originalu zove se OK i izvodi je Rika Macumoto, a u engleskoj verziji Pokémon Johto koji izvodi grupa Johto. Srpsku verziju špice izvode Dejan Cukić i Marija Mihajlović.

## Emitovanje i sinhronizacija
Sinhronizaciju je radio studio Loudworks. Ova sezona je emitovana u Srbiji, Crnoj Gori, Bosni i Hercegovini i BJR Makedoniji na kanalima RTV Pink i TV Ultra.

## Spoljašnje veze
- Zvanični veb-sajt
- Zvanični veb-sajt